# Ischnochiton subviridis
Ischnochiton subviridis är en blötdjursart som beskrevs av Tom Iredale och May 1916. Ischnochiton subviridis ingår i släktet Ischnochiton och familjen Ischnochitonidae. Inga underarter finns listade i Catalogue of Life.